# NM-16
El NM-16 (Neumatico Mexicano 2016) es el noveno modelo de tren sobre neumáticos y a la vez el primer tren gálibo neumático del metro de la Ciudad de México. Fue diseñado y construido por CAF en México. En total son 10 trenes (formados de nueve unidades), y circulan en la línea 1 del Metro de la Ciudad de México.
En 2013 el gobierno de la Ciudad de México anunció que se aumentaría el precio del pasaje del metro de MXN$3.00 a MXN$5.00 a partir del 13 de diciembre de ese año. A cambio, el Sistema de Transporte Colectivo en conjunto con las autoridades locales se comprometían a realizar mejoras en el sistema de transporte entre los que se incluía el adquirir trenes nuevos para la línea 1 del metro. En 2016 se lanzó la licitación para la construcción de diez nuevas unidades para dicha línea y se seleccionó a la española Construcciones y Auxiliar de Ferrocarriles para proveer del nuevo material rodante. La nomenclatura de los nuevos trenes sería NM-16.
Los trenes comenzaron a ser entregados en 2018 al Sistema de Transporte Colectivo, y comenzaron inmediatamente a realizar pruebas en vacío sobre las líneas 1 y 7 para posteriormente comenzar a brindar servicio.

## Características
- Ancho de vía en ruedas de seguridad: 1,435 mm
- Ancho de vía de las ruedas de tracción: 1,993 mm
- Voltaje del tren: 750 VCD
- Sistema de tracción: Motores asíncronos de corriente alterna protegidos electrónicamente contra descargas y variaciones.
- Sistema de Pilotaje Automático:actualmente cuentan con el sistema CBTC(Anteriormente estaban equipados con un sistema de pilotaje automático denominado PA135)
- Sistema de aviso de cierre de puertas: Tono intermitente (similar a los trenes Serie 8000 del Metro de Madrid) acompañado con luces automáticas en la parte superior de cada entrada.
- Sistema de aviso de estaciones, cierre de puertas, recomendaciones e información a los usuarios.
- Puertas de acceso eléctricas, de doble hoja de aluminio y accionamiento NE, con barras verticales de caucho entre las puertas.
- Fabricante: CAF.
- Procedencia:  México
- Series motrices: M0672 al M0691.
- Interiores: Asientos tipo banca corrida de fibra de vidrio de color gris con detalles en color naranja.
- Sistema de sujeción para los usuarios en color gris.
- Sistema de ventilación exterior (motoventiladores de aluminio) formado de una base de cuatro aros de aluminio.
- Sistema de aire acondicionado en paralelo con las filas de asientos para una mejor ventilación.
- Sistema de videoentretenimiento.
- Monocoup: Advertidor sonoro automático.
- Pintura de la carrocería: Acabado exterior de color blanco, con franjas de color naranja.
- Formaciones posibles: 6 vagones M-R-N-N-PR-M, 9 vagones M-R-N-N-PR-N-N-R-M.
- Otras características:
  - Sistema de videovigilancia en tiempo real para el conductor, tanto para exterior como interior del tren.
  - Bocinas de aire.
  - Advertidor sonoro.
  - Adición de faros halógenos.
  - Luces piloto de puertas.
  - Detectores de humo.
  - Sistema de control de tránsito por Wi-Fi.
  - Frenos ABS.
  - Pasillos de interconexión entre vagones.
  - Espacios de accesibilidad para personas con discapacidad.
  - Pintura resistente al vandalismo.

El diseño frontal de las cabinas de este tren se asemeja a la cara cornada de una res, por lo que vulgarmente se le conoce como El Toro. Por otra parte, su tracción es similar a los modelos de tren NS-2007 y NS-2012 del metro de Santiago y al serie 3000 del metro de Madrid.
Como particularidad importante, el modelo equipa un sistema de pilotaje automático análogo de 135 kHz (similar al de modelos anteriores); esto para mantener compatibilidad con los sistemas de la línea existentes. No obstante, se actualizó al pilotaje automático CBTC, como parte de la modernización de la línea 1.

## Polémica
Este modelo ha generado polémica debido a que presenta fallas recurrentes, de la misma forma que los NS-2007 y NS-2012 que circulan en el metro de Santiago, también producidos por CAF.

## Líneas asignadas
- Línea  (desde 2019)